# Интали (Сауранський район)
Интали́́ (каз. Ынталы) — село у складі Сауранського району Туркестанської області Казахстану. Адміністративний центр Майдантальськогосільського округ.
Населення — 2259 осіб (2021; 2435 у 2009, 2644 у 1999, 2294 у 1989).